# Domesticación y extranjerización
La domesticación y extranjerización son dos técnicas empleadas en la traducción que se diferencian por el grado en el que se considera que la misma debe adaptarse a la cultura meta (la cultura correspondiente a la lengua del nuevo texto traducido). La domesticación es la estrategia de crear un texto acorde a la cultura de la lengua a la que se traduce, la cual puede involucrar una pérdida de información del texto fuente. La extranjerización es la estrategia en la cual se retiene la información del texto fuente y puede implicar romper deliberadamente las convenciones de la lengua meta con el objetivo de mantener el significado.Estas estrategias han sido debatidas desde tiempo atrás, pero la primera persona en formularlas desde un planteamiento moderno fue Lawrence Venuti, quien las introdujo en el campo de los estudios de la traducción en 1995, con su libro The Translator's Invisibility: A History of Translation. La aportación de Venuti al campo de la traducción fue su visión de que la dicotomía entre domesticación y extranjerización es ideológica, al tiempo que defiendió la extranjerización como la opción más ética.

## Teoría
En su libro de 1998, The Scandals of Translation: Towards an Ethics of Difference, Venuti establece que "La domesticación y extranjerización lidian con la pregunta de "Cuánto una traducción asimila un texto extranjero al traducir la lengua y cultura, y cúanto referencia las diferencias del texto.
De acuerdo a Lawrence Venuti, los traductores deben ver al proceso de traducción a través del prisma de la cultura, que refleja las normas culturales de la lengua fuente, y es tarea del traductor convergerlas, perservando el significado y su extranjerismo en la lengua meta. Cada paso en el proceso de traducción —desde la selección de textos extranjeros, hasta la implementación de estrategias como la edición, revisión y lectura de traducciones— es mediada por diversos valores culturales que desambulan en la lengua meta.
Venuti estipula que la teoría y práctica de la traducción del inglés ha sido dominada por la sumisión y una fuerte domesticación. También critica a los traductores que para minimizar los extranjerismos en el texto meta, incurren en minimizar las normas culturales extranjeras de la lengua meta.  De acuerdo a Venuti, la domesticación como estrategia incurre en "violentamente borrar los valores culturales" y por ende crea un texto que aparenta haber sido escrito en las normas culturales del lector objetivo. Venuti es un fuerte proponente de extranjerización, considerando que es "una presión etnodesviada sobre los valores [culturales de la lengua meta] para registrar la diferencia lingüística y cultural del texto extranjero, la cual envía al lector al extranjero." Por lo que una adecuada traducción seria en la que se resaltase el extranjerismo del texto fuente, y en lugar de permitir la dominancia de cultura meta para asimilar las diferencias de la cultura fuente, debería indicar estas diferencias.